# Richmond Rak
Richmond Rak (Acra, Ghana, 10 de marzo de 1985|) es un futbolista suizo. Juega de centrocampista y su actual equipo es el Neuchâtel Xamax FC.

## Carrera
Richmond Rak comenzó su carrera en el FC Montreux-Sports donde jugó hasta el 2002, con 82 goles metidos.
Luego estuvo hasta el 2006 en el Lausanne Sports, pasó por otro club llamado Grasshopper-Club Zürich y desde 2007 tiene un contrato con el Neuchâtel Xamax FC.

## Clubes
| Club                    | País  | Año       |
| ----------------------- | ----- | --------- |
| FC Montreux-Sports      | Suiza | ???-2002  |
| Lausanne Sports         | Suiza | 2002-2006 |
| Grasshopper-Club Zürich | Suiza | 2006      |
| Neuchâtel Xamax         | Suiza | 2007-     |